# Suore francescane adoratrici della Santa Croce
Le Suore Francescane Adoratrici della Santa Croce sono un istituto religioso femminile di diritto pontificio: le suore di questa congregazione pospongono al loro nome la sigla A.D.S.C.

## Storia
La congregazione fu fondata da Maria Velotti nel 1826 nella chiesa di San Giovanni del Palco a Lauro, che aveva vestito l'abito del Terzo Ordine Regolare di San Francesco prendendo il nome di Maria Luigia del Santissimo Sacramento. Dopo aver vissuto per qualche tempo in un ritiro a Capodimonte, nel 1876 diede inizio a Napoli alla nuova comunità delle Adoratrici della Croce, che nel 1884 si trasferì a Casoria dove si sviluppò grazie all'aiuto di Bernardino da Portogruaro e Ludovico da Casoria.
L'istituto, aggregato all'ordine dei frati minori nel 1887 e nuovamente il 2 novembre 1939, ricevette il pontificio pro-decreto di lode il 14 luglio 1956.

## Attività e diffusione
Le religiose si dedicano all'educazione e all'istruzione cristiana della gioventù, al lavoro nelle opere diocesane e parrocchiali e all'assistenza a malati, anziani e disabili.
Oltre che in Italia, la congregazione è attiva in Brasile, nelle Filippine e in Indonesia; la sede generalizia è a Roma.
Alla fine del 2015 l'istituto contava 178 religiose in 28 case.